# حادث إطلاق النار على كنيس جربة 2023
في 9 مايو 2023، قام وسام الخزري، وهو عنصر في الحرس الوطني يبلغ من العمر 30 عامًا، بقتل خمسة أشخاص في حادث إطلاق نار جماعي في كنيس الغريبة في جربة، تونس. في البداية قتل الخزري زميله واستولى على ذخيرته قبل استهداف الكنيس، حيث كان حشد كبير من الحجاج اليهود يحتفلون بلاك بعومر. وقُتل زائران واثنان من ضباط الشرطة التونسية، فيما أصيب ثمانية آخرون بجروح قبل أن تقتل الشرطة الجاني. أفاد وزير الداخلية كمال الفقي أن السلطات توصلت إلى أن الخزري استهدف الكنيس في هجوم متعمد، لكنها لم تحدد الدافع.

## خلفية
يعد كنيس الغريبة الواقع في جربة التونسية أقدم كنيس يهودي في أفريقيا وموقع الحج السنوي الذي يجذب آلاف الزوار اليهود من أوروبا وإسرائيل. وقد تم استهداف الكنيس من قبل متشددين إسلاميين وتعرض في السابق لهجمات. وفي عام 1985، قُتل ثلاثة أشخاص وأصيب 11 آخرون خلال مهرجان سمحات التوراة عندما أطلق شرطي محلي مسؤول عن حراسة الكنيس النار على حشد من اليهود. وفي عام 11 أبريل 2002، قام مسلحو تنظيم القاعدة بالهجوم على الكنيس بشاحنة مفخخة، مما أدى إلى مقتل 21 شخصًا. ومنذ ذلك الحين، لم يصل عدد الحجاج إلى 10 آلاف حاج كما كان الحال في السابق. وتم اتخاذ إجراءات أمنية لمنع مثل هذه الهجمات ويعتبر الحج بمثابة اختبار سنوي لقوات الأمن التونسية. وتوجد في تونس جالية يهودية كبيرة يبلغ عدد أفرادها نحو 1800 فرد، منهم المئات في جربة. ووقع آخر هجوم كبير في البلاد في عام 2020 عندما أدى انفجار خارج السفارة الأمريكية إلى مقتل ضابط أمن.

## الهجوم
في حوالي الساعة السابعة مساء، أطلق وسام الخزري، وهو عنصر في الحرس الوطني يبلغ من العمر 30 عامًا، النار على زميله بمسدس في المركز البحري في أغير. مسلحًا بسلاح آلي وذخيرة زميله، توجه نحو الكنيس الذي يقع على بعد حوالي 20 كيلومترًا من وسط المدينة. وصل على دراجة رباعية يرتدي درعًا واقيًا وأوقف الدراجة في ساحة مدرسة على بعد حوالي 200 متر من الكنيس، الذي كان يضم بضع مئات من المصلين في ذلك الوقت مع اختتام الاحتفالات بعيد الفصح اليهودي "لاك بعومر". وأثناء ابتعاده عن ساحة المدرسة، وبعد مراقبة تحركات سيارة شرطة المرور المتوقفة في مكان قريب، أطلق النار بشكل عشوائي على وحدات الأمن حوالي الساعة 8:13 مساءً، مما أدى إلى مقتل اثنين من المصلين اللذين حاولا الاختباء خلف حافلة قريبة، فضلاً عن مقتل اثنين من المصلين. اثنان من ضباط الشرطة. وقد حاصرته قوات الأمن على الفور وقتلته بالرصاص قبل أن يتمكن من الوصول إلى مدخل الكنيس، الذي تم إغلاقه لاحقًا. وبحسب وزير الداخلية كمال الفقي، قُتل المسلح بعد دقيقتين من وصوله. وكان معظم السياح قد غادروا الكنيس بالفعل وقت إطلاق النار. وبحسب المنظمين، سيشارك أكثر من 5000 شخص في موسم الحج لعام 2023.
تم التعرف على الضحايا على أنهم أبناء عمومة، رجل يبلغ من العمر 30 عامًا من أصل تونسي إسرائيلي، كان يعمل صائغًا محليًا، ورجل يبلغ من العمر 42 عامًا من أصل فرنسي تونسي، جاء للمشاركة في احتفالات عيد الفصح اليهودي. وقد توفيا في مكان الحادث، كما توفي أحد ضباط الشرطة، بينما توفي ضابط شرطة آخر متأثرا بجراحه في وقت لاحق في المستشفى. وأفادت وزارة الداخلية عن إصابة أربعة مدنيين وأربعة ضباط، أحدهم نقل إلى المستشفى في حالة حرجة. وذكرت السلطات التونسية أن الهجوم كان متعمدا واستهدف الكنيس، لكنها لم تقدم تفسيرا لدوافعه. وأشار آرون زيلين، وهو زميل بارز في معهد واشنطن لسياسة الشرق الأدنى، والمتخصص في تحليل التطرف الإسلامي في تونس، إلى أن الهجوم يبدو وكأنه حادثة معزولة ويفتقر إلى نفس المستوى من التنظيم مثل هجوم عام 2002 على الكنيس. ووفقا له، لم يكن الهجوم متطورا، وهناك احتمال أن يكون قد نفذه فرد منفرد دون مؤامرة أو تخطيط أوسع.

## ردود الفعل

### المحلية
وأدان الرئيس التونسي قيس سعيد الهجوم، ونسبه إلى "مجرمين" يهدفون إلى خلق الفرقة والإضرار بقطاع السياحة. وأعرب عن تعازيه للمتضررين لكنه لم يذكر صراحة استهداف الجالية اليهودية أو معاداة السامية. ولم تصنف الحكومة الحادث على أنه عمل إرهابي. وعملت السلطات بسرعة لطمأنة السياح بشأن سلامة البلاد. وتم تشديد الإجراءات الأمنية حول المواقع الدينية، بما في ذلك المعابد اليهودية. في 13 مايو، نفى سعيد أن يكون الهجوم مدفوعًا بمعاداة السامية، ودافع عن القوانين التي تحمي الحقوق اليهودية، واستشهد بتاريخ عائلته في مساعدة اليهود التونسيين. وانتقد ازدواجية المعايير في التعامل مع القضية الفلسطينية، ووصف الاتهامات بمعاداة السامية بأنها تشويه للتاريخ، واتهم بالتآمر على الدولة. في 17 مايو، التقى سعيد بقادة دينيين من مختلف الديانات، بما في ذلك الحاخام الأكبر ورئيس الأساقفة المسيحي والمفتي الإسلامي، وأكد سلامة أماكن العبادة.
وفتحت وزارة الداخلية تحقيقا لتحديد الدافع وراء الهجوم. نظرًا لأن الحادث وقع في مناسبة دينية وفي مكان ذي أهمية بالنسبة للجالية اليهودية، فقد تكهن بعض المراقبين، بما في ذلك العديد من المغتربين اليهود التونسيين البارزين، بأن مطلق النار ربما كان يستهدف الجالية اليهودية في الجزيرة على وجه التحديد. وتعترف السلطات التونسية بأن المشتبه به كان ينوي إيذاء أكبر عدد ممكن من الأشخاص. أدانت الجالية اليهودية في جربة قرار السلطات التونسية نقل جثتي المدنيين اليهود اللذين قتلا إلى تونس العاصمة لتشريحهما. واحتج أهالي الضحايا وأقاربهم أمام المستشفى الذي نقلت إليه الجثث، قائلين إنه لا يُسمح لهم باحترام تقاليدهم بتلاوة آيات من التوراة على القتلى. وتسبب الحادث في حدوث اضطرابات بين الجالية اليهودية التونسية، حيث أعرب البعض عن الإحباط واليأس بشأن البقاء في البلاد. كما أثيرت مخاوف بشأن مستقبل الحج اليهودي.

### الدولية
وأعربت وزارة الخارجية الإسرائيلية عن إدانتها لعملية القتل، وقدمت تعازيها لأسر الضحايا والجالية اليهودية في تونس، وتعهدت بالعمل على ضمان أمن جميع الإسرائيليين الموجودين في الخارج. وأعرب وزير الخارجية إيلي كوهين عن حزنه وأكد للحاخام الأكبر التونسي حاييم بيتان أن الوزارة ستواصل دعم الجالية وتقديم كل المساعدة المطلوبة. وصرح وزير شؤون الشتات الإسرائيلي عميحاي شيكلي أنه بحسب مكتبه فإن "الحادث سبقته فترة متوترة من الصراخ والمضايقات التي تعرضت لها الجالية اليهودية في الموقع". وفقا لتقارير صحيفة جيروزاليم بوست، كانت السلطات الإسرائيلية والوكالة اليهودية لإسرائيل تراقب تهديدًا خطيرًا ضد الجالية اليهودية في جربة لعدة أشهر قبل الهجوم. كما أشارت الصحيفة إلى وجود خطة سرية للهجرة الجماعية، لكن من غير الواضح ما إذا كان أفراد الجالية اليهودية في تونس مهتمين بالانتقال إلى إسرائيل. ونفى مسؤول كبير في الوكالة اليهودية وجود مثل هذه الخطة. وفتح مكتب المدعي العام الوطني الفرنسي لمكافحة الإرهاب تحقيقا في وفاة الضحية الفرنسية التونسية. وأوكلت التحقيق إلى المديرية العامة للأمن الداخلي. أعرب الرئيس الفرنسي إيمانويل ماكرون عن أسفه للهجوم على كنيس الغريبة ونقل تعازيه للضحايا والشعب التونسي. كما تعهد بمواصلة الكفاح "ضد الكراهية المعادية للسامية". وعبرت وزارة أوروبا والشؤون الخارجية الفرنسية عن حزنها العميق وأشادت بالتدخل السريع لقوات الأمن التونسية. كما أدان المجلس المركزي الإسرائيلي في فرنسا إطلاق النار ووصفه بأنه "جبان وشنيع".
في اليوم السابق للهجوم، شاركت ديبورا ليبستات، المبعوثة الأمريكية الخاصة لمراقبة ومكافحة معاداة السامية، في حفل أقيم في الكنيس إلى جانب مسؤولين تونسيين والسفير الأمريكي في تونس جوي هود. وأعربت عن "شعورها بالاشمئزاز والحزن بسبب الهجوم المميت والمعادي للسامية الذي استهدف كنيس الغريبة في جربة خلال احتفالات لاك بعومر". وأدان المتحدث باسم وزارة الخارجية الأمريكية ماثيو ميللر إطلاق النار، وأعرب عن تعازيه للشعب التونسي، وأشاد بـ "التحرك السريع لقوات الأمن التونسية". وأعرب المؤتمر اليهودي الأوروبي عن "صدمته وغضبه". صرح الرئيس أرييل موزيكانت أن "الهجمات الإرهابية تستمر في استهداف اليهود في جميع أنحاء العالم حتى عندما يجتمعون للصلاة، كما نعلم من تجارب لا حصر لها على مر السنين بما في ذلك في هذا الكنيس بالذات". أعرب الحاخام بنحاس جولدشميت، رئيس مؤتمر الحاخامات الأوروبيين، عن امتنانه وإعجابه بأجهزة الأمن وشدد على ضرورة أن يجتمع العالم معًا و"يدين بصوت عالٍ هجومًا جبانًا آخر على اليهود أثناء العبادة". وأدان لاحقًا التصريحات التي أدلى بها الرئيس سعيد في 13 مايو، ودعا الحكومات الأوروبية إلى التنديد بها، معربًا عن قلقه على سلامة الجالية اليهودية في تونس.